# Harry i Hendersonowie
Harry i Hendersonowie – amerykańska komedia filmowa z 1987 roku.

## Główne role
- John Lithgow – George Henderson
- Melinda Dillon – Nancy Henderson
- Margaret Langrick – Sarah Henderson
- Joshua Rudoy – Ernie Henderson
- Kevin Peter Hall – Harry
- Lainie Kazan – Irene Moffat
- Don Ameche – dr. Wallace Wrightwood
- M. Emmet Walsh – George Henderson Sr.

i inni

## Opis fabuły
Rodzina Hendersonów wraca z wyprawy myśliwskiej. Nagle potrącają tajemniczą istotę. Okazuje się, że to "Wielka Stopa" – amerykański Yeti. Przekonani, że nie żyje, zabierają go do domu. Po czasie Harry – bo tak zostaje nazwany – dochodzi do siebie i okazuje się miłym stworem. Zostaje nowym członkiem rodziny, ale wiążą się z tym pewne kłopoty. Hendersonowie muszą bowiem ukrywać Harry'ego przed władzami i pewnym człowiekiem, którego życiowym celem jest schwytanie "Wielkiej Stopy".

## Nagrody i nominacje
Oscary za rok 1987
- Najlepsza charakteryzacja – Rick Baker

Nagrody Saturn 1987
- Najlepszy film fantasy (nominacja)
- Najlepsza aktorka – Melinda Dillon (nominacja)
- Najlepszy reżyser – William Dear (nominacja)